# ライデン天文台

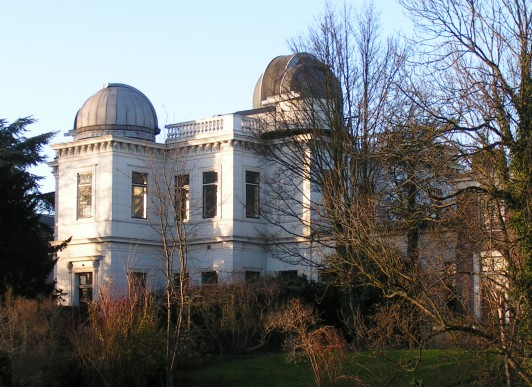
1860年から1974年まで使われたライデン天文台が使った建物。屋根に2つのドームが見える。

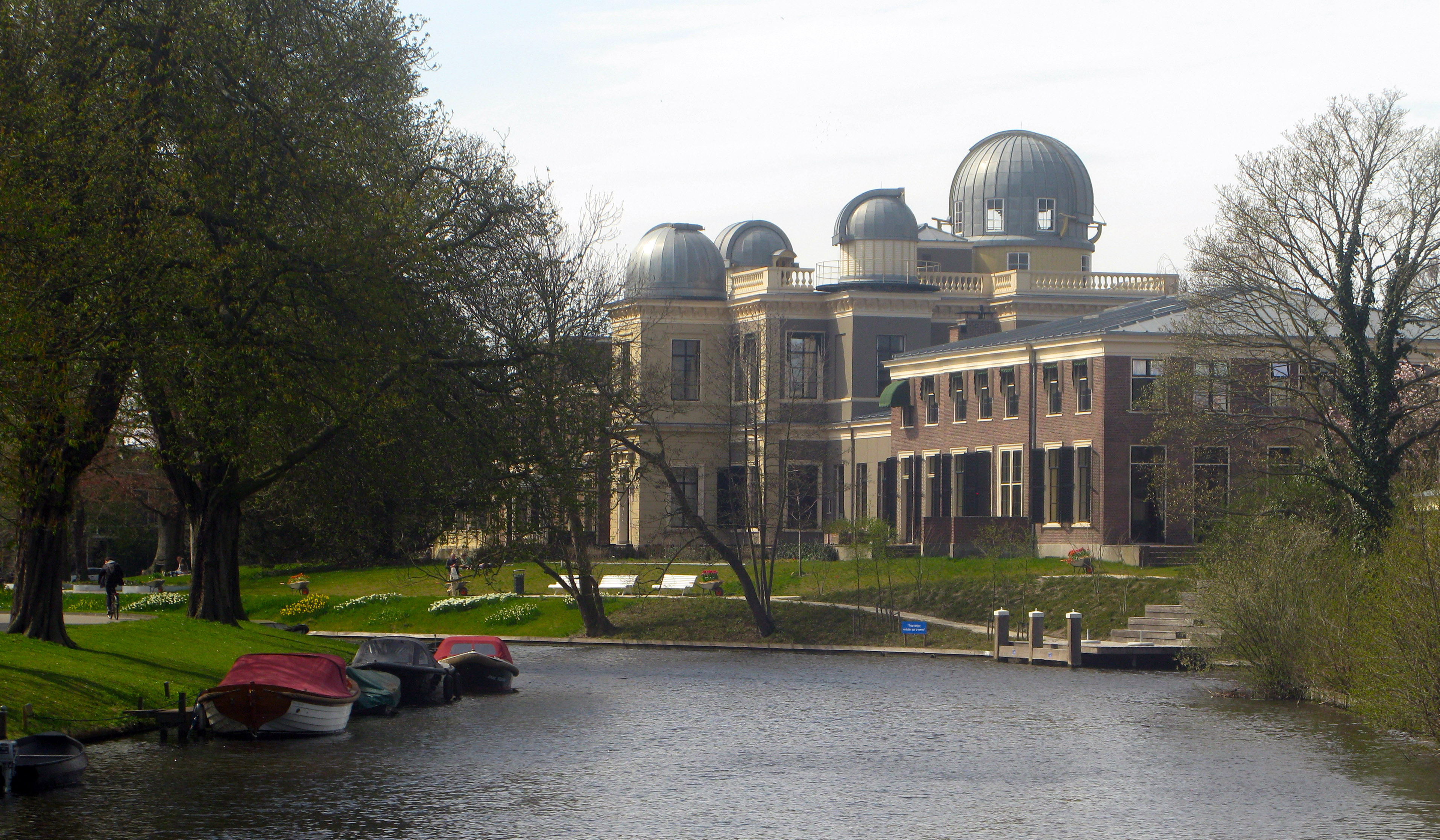
2013 復古後

ライデン天文台(オランダ語ではSterrewacht Leiden)はオランダ、ライデンにある天文台である。1633年にスネルの使った四分儀を設置するためにライデン大学に設立されたのに始まる。それまで天体観測は個人の設備で行われることが多く、大学で観測が行われる最初の天文台となった。
建物が、観測設備を収容できなくなったため、2度、移転した。1860年にWitte Singelに移転し、1974年に市の北西部に移転した。天文学部としてはオランダで最大で、世界的に評価の高い研究を行っている。ウィレム・ド・ジッターやアイナー・ヘルツシュプルング、ヤン・オールトらがライデン天文台で業績をあげ、所長を務めた。ヤコブス・カプタインもライデン天文台で研究した。

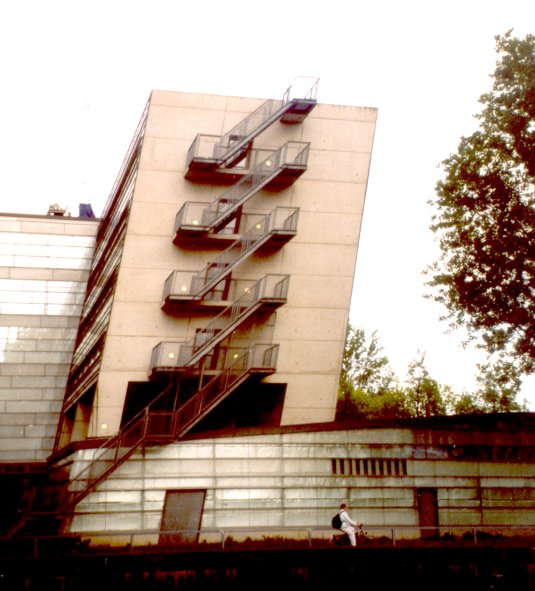
現在の天文台の建物の1つ